# Scopelophila ligulata
Scopelophila ligulata là một loài Rêu trong họ Pottiaceae. Loài này được (Spruce) Spruce miêu tả khoa học đầu tiên năm 1881.